# Coelioxys pucaraensis
Coelioxys pucaraensis är en biart som beskrevs av Holmberg 1916. Coelioxys pucaraensis ingår i släktet kägelbin, och familjen buksamlarbin. Inga underarter finns listade i Catalogue of Life.